# Polygala curtissii
Polygala curtissii, la polygala de los Apalaches, es una especie de planta fanerógama perteneciente a la familia Polygalaceae. 

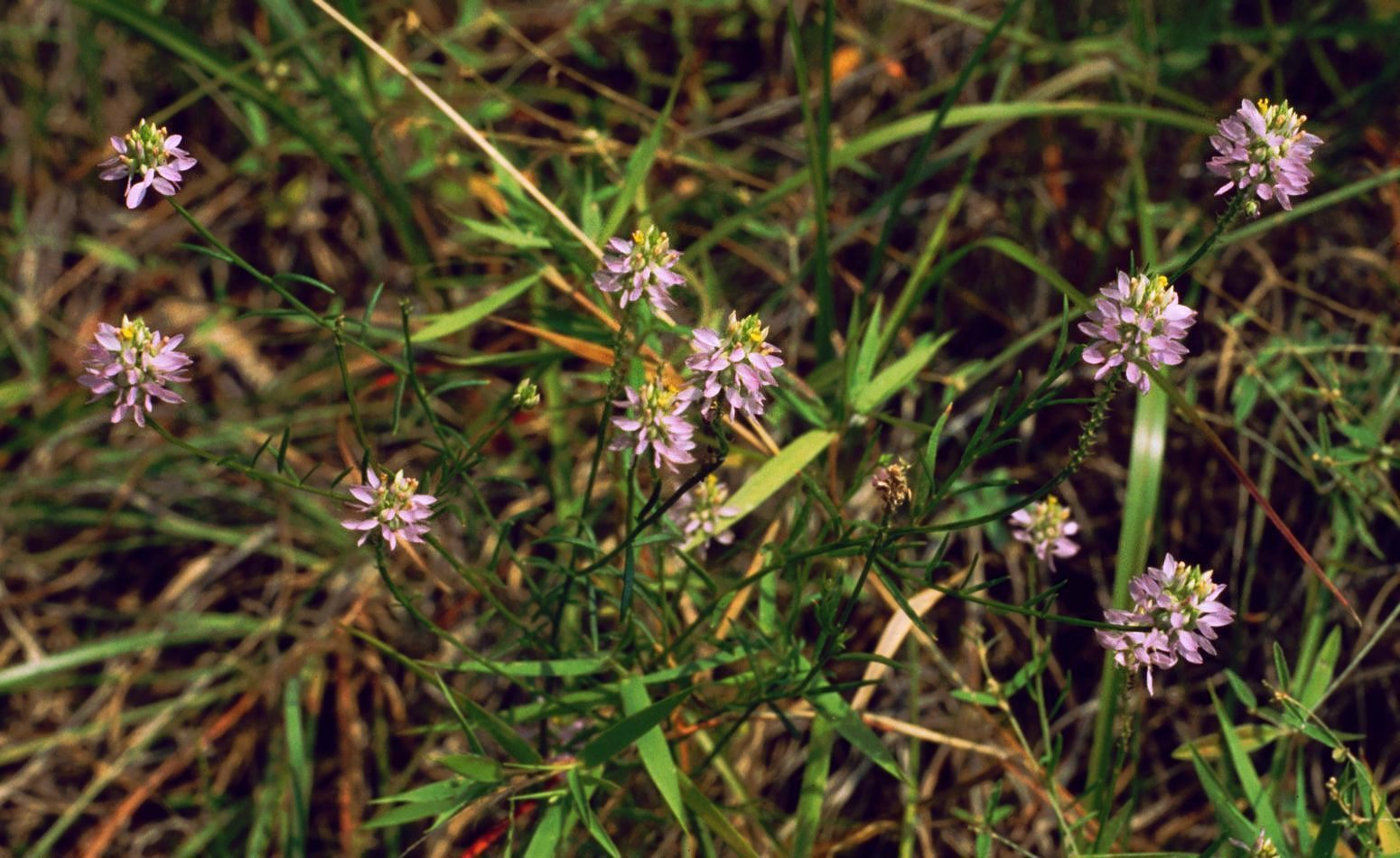
Vista de la planta

## Distribución y hábitat
Es originaria del sureste de Estados Unidos, donde se encuentra principalmente en el sur de las montañas Apalaches y el Piedmont. Su hábitat natural es en áreas abiertas, a menudo de arena.

## Descripción
Es una planta anual que produce flores de color rosa-púrpura en el verano. 

## Taxonomía
Polygala curtissii fue descrita por Asa Gray y publicado en A Manual of Botany of the Northern United States (ed. 5) 121. 1867.
Etimología
Polygala: nombre genérico que deriva del griego y significa
"mucha leche", ya que se pensaba que la planta servía para aumentar la producción de leche en el ganado.
curtissii: epíteto otorgado en honor del botánico Ralph Curtiss Benedict. 